# Religioni in Azerbaigian
La religione più diffusa in Azerbaigian è l'islam. Secondo una statistica ufficiale del 2011 del Comitato statale sulle associazioni religiose in Azerbaigian, i musulmani rappresentano il 96% della popolazione e sono in maggioranza sciiti, mentre il restante 4% della popolazione comprende coloro che seguono altre religioni (compreso il cristianesimo) e che non seguono alcuna religione. Secondo una stima del 2015 dell'Association of Religion Data Archives (ARDA), il 95,6% circa della popolazione segue l'islam, il 3,2% circa della popolazione segue il cristianesimo, lo 0,9% circa della popolazione non segue alcuna religione e lo 0,3% circa della popolazione segue altre religioni.
La costituzione azera prevede la separazione tra religione e stato e l'uguaglianza delle religioni e tutela la libertà di religione degli individui, che hanno il diritto di professare qualsiasi religione o di non professare alcuna religione. Le organizzazioni religiose devono registrarsi presso il governo; la registrazione consente all'organizzazione di gestire un conto bancario, ricevere fondi dal governo, possedere o affittare immobili e tenere riunioni. La registrazione può essere negata se la dottrina dell'organizzazione o i suoi scopi sono contrari alla costituzione, oppure se il suo statuto è in contrasto con la legge; è comunque possibile il ricorso in tribunale contro il rifiuto della domanda di registrazione.

## Religioni presenti

### Islam
Secondo le stime del Comitato statale sulle associazioni religiose in Azerbaigian, il 65% dei musulmani azeri sono sciiti e il 35% sono sunniti.

### Altre religioni
In Azerbaigian sono inoltre presenti piccoli gruppi di seguaci del bahaismo, dell'ebraismo, dello zoroastrismo e dell'induismo.